# テクニカル指標一覧
テクニカル指標（テクニカルしひょう）とは、テクニカル分析で用いられる指標である。以下ではその種類と各論について解説する。

## テクニカル指標の概要
過去のチャートから次の値動きの目安になる情報を抽出するための計算アルゴリズムである。トレンド・偏差・最高価格からの比率・市場心理等様々な観点から指標が作成されて発表されている。
本来、値動きとは人間の意識が絡む偶発的かつ非常に複雑な現象であるため、常に正しいシグナルを出すテクニカル指標は存在しない。特定の集団が価格操作の目的で意図的に巨額の購入や売却を行った場合や短期間に暴騰・暴落が起きる場合では、テクニカル指標自体が無効になることもあり得る。つまり、どのテクニカル指標も不連続な動きに対して弱い傾向にある。
デジタル信号処理の観点からはほぼ全ての指標がFIRフィルタに分類される。リアルタイムなFIRフィルタではノイズを減らせば遅延は大きくなり、遅延を減らせばノイズが多くなる事が知られている。ノイズは騙しであり、遅延は判断の遅れに繋がるため、複数の指標を組み合わせて確率的な観点から判断を行うべきである。

### 指標の系統
テクニカル指標には2つの系統が存在する。
- トレンド系指標（順張り系指標） - トレンドの方向性を判定する。移動平均から派生した物など。
- オシレーター系指標（逆張り系指標） - 過去の値動きから、今の価格が高い位置にいるのか安い位置にいるのかを判定する。トレンドの転換点を判定する。パーセント「％」で表示する物が多い。

トレンド系でもオシレーター系でも、順張り投資・逆張り投資の両方に使われる。いずれの指標も単体での活用はだまし（ダマシ）に遭うことが多いため、トレンド系とオシレーター系の指標をうまく組み合わせ、さらに複数の時間足を参照して、トレンド分析をした上で有効に活用すべきとされている。
オシレーター系の指標は正確な出来高が確認できない為替相場などにおいては出来高の推移を代用するツールとしても活用されている。そのパーセント「％」の数値の大小で「買われすぎ」「売られすぎ」を判別するのは基本だが、それに加えて、価格と出来高の逆行現象と同じように「価格とオシレーター系指標の逆行現象（ダイバージェンス）から相場の反転を予想する」という機能も期待されている。

### シグナル
指標自体のトレンドの方向性を判定するため、指標の移動平均をとったものをシグナルと呼ぶ。「指標 > シグナル」ならば、指標自体は「上げトレンド」である。例えば、MACDのシグナルがMACDシグナルである。ストキャスティクスの%Dのシグナルは、Slow%Dと呼ぶ。

### 指標の指標
シグナルを一般化し、指標自体のトレンドの方向性を判定するため、指標の指標をとることができる。シグナル以外では、RSIのストキャスティクスであるストキャスティクスRSIなど。

## 移動平均線
移動平均線とは、過去の一定期間の終値を平均してつないだ線のことである。移動平均線には、短期移動平均線、中期移動平均線、長期移動平均縁があり、トレードの世界では、それら3本の線を表示して使うことが多い。
分析では、移動平均の値 {\displaystyle MA} と現在の値 {\displaystyle P} とを比較するといった形で使われる。もし、{\displaystyle P>MA} ならば「上げトレンド」、{\displaystyle P<MA} ならば「下げトレンド」を意味する。また移動平均は、トレンド系のテクニカル指標に分類される。移動平均の傾きでのトレンド判定は、モメンタムによる判定法である。
利用用途としては、たとえば、仮想通貨FXのツールでインジケーターとして頻繁に利用されている。
詳細は「移動平均」や「移動平均線」を参照。

## MACD
MACDは、MACDとシグナルの2本の線でトレンドの状態を表すトレンド系のテクニカル指標であるが、オシレーター系として利用され、オシレーター系に分類される場合もある。
MACDは Moving Average Convergence Divergence を意味し、MACD、エムエーシーディーまたはマックディーとで呼ばれるのが一般的である。日本語では「移動平均収束拡散法」という。

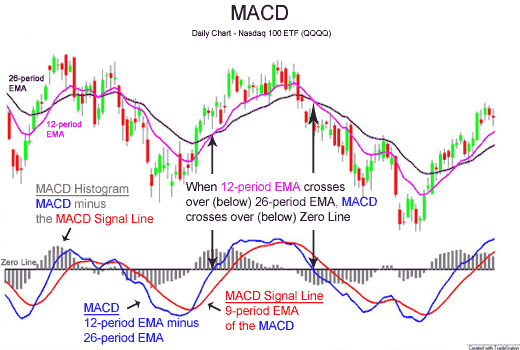
過去の株価(上)をMACD(12,26,9)でプロットした例(下)。上の桃線が12日指数平滑移動平均(EMA)、黒線が26日EMAである。下の青線はMACDであり、上記の12日間EMAと26日間EMAの差分を示す。赤線はMACDの9日間のEMAである。棒グラフは青線と赤線の差分である。

考案者はジェラルド・アペル (Gerald Appel)。1960年代に発表。「Technical Analysis: Power Tools For The Active Investors」(ISBN 0131479024)、「アペル流テクニカル売買のコツ」(ISBN 4775970690)で利用法が紹介されている。
算出方法は
MACD = 短期(x日)の指数移動平均 - 長期(y日)の指数移動平均

MACDシグナル = MACDのz日の指数移動平均
x, y, z の組み合わせとしては、12, 26, 9 が使われることが多い。上記のようにもっぱら日足で説明されるが、時間足や分足でも式は同じである。MACDシグナルは、MACDの単純移動平均が使われることもある。
「MACD > MACDシグナル」なら上げトレンド、「MACD < MACDシグナル」 なら下げトレンドを意味する。
MACDがシグナルを上抜けるとゴールデンクロス(買いシグナル)、MACDがシグナルを下抜けるとデッドクロス(売りシグナル)といえる。
ただしそれだけでは利益損失比が1:1を割り込むケースが多いため、レンジ相場では使用しない・大局的に優位性のあるトレンド方向へのみ売買するといった制限が課せられ、他の指標と組み合わせて活用される。
詳細は「MACD」を参照。

## DMI
DMIは、「 +DI」,「 -DI 」、「ADX」という3本の線を利用してトレンドの発生を調べるトレンド系のテクニカル指標である。
英語では、「Directional Movement Index。Average Directional Movement Index 」と言う。日本語訳は、「方向性指数」と呼ばれる。 「+DI」の線は上昇トレンドの強さ（買い手の強さ）、「 -DI 」の線は下降トレンドの強さ（売り手の強さ）、「ADX」の線はトレンドの総合的な強さと方向性を表す。
ADX は Average Directional Index の略。DI は Directional Indicator の略。
考案者はJ・ウエルズ・ワイルダー・ジュニア (J. Welles Wilder, Jr.)。1978年に「New Concepts in Technical Trading Systems」(ISBN 0894590278) にて発表。本書の和訳は、「ワイルダーのテクニカル分析入門」(ISBN 4939103633)。
定義
定義は以下の通り。
DMの定義。擬似コードを含む。+DM も -DMも0以上の実数。
HighMove = 高値 - 前日高値
LowMove = 前日安値 - 安値
if (HighMove > LowMove && HighMove > 0) { +DM = HighMove; } else { +DM = 0; }
if (HighMove < LowMove && LowMove > 0) { -DM = LowMove; } else { -DM = 0; }
True Range, Average True Rangeの定義。TRとATRは0以上の実数。
TR = max(高値 - 安値, 高値 - 前日終値, 前日終値 - 安値)
ATR = TR の移動平均
DIの定義
+DI = +DM の移動平均 / ATR * 100
-DI = -DM の移動平均 / ATR * 100
DX, ADXの定義
{\displaystyle DX={|{\mbox{+DI}}-{\mbox{-DI}}| \over {\mbox{+DI}}+{\mbox{-DI}}}\times 100}
ADX = DX の移動平均
Wilderは移動平均には、14日の修正移動平均を使っていた。14日の単純移動平均が使われることも多い。それ以外の移動平均が使われることもある。
RSIと同一人物が同一書籍で発表した物であるが、RSIを改良した定義となっている。
トレンド判定
「+DI > -DI 」ならば上昇トレンド、「+DI < -DI 」ならば下降トレンド。
ADXはトレンドの強さを表現する指標。「ADX >= 40」なら強いトレンド、「ADX <= 20」なら弱いトレンド。

## ボリンジャーバンド
ボリンジャーバンドとは、移動平均線とその上下3本の線（バンド）で表されるオシレーター系のテクニカル指標である。上下3本の線は過去の値動きから計算した標準偏差を表したものであり、それぞれ、中心の移動平均線から近い順に、「１σ（シグマ）、２σ、３σ」と呼ぶ。
ボリンジャーバンドは相場の動きに応じて、バンドの向きや大きさが変わるのが特徴である。相場にトレンドがない時は、ボリンジャーバンドの向きは水平であり、バンドの幅は小さくなる。逆に大きなトレンドがある時は、ボリンジャーバンドは大きく変動し、その向きと幅が大きくなる。
考案者はジョン・A・ボリンジャー (John A. Bollinger)。一般には逆張りに分類されることが多いが、ボリンジャー自身は順張りに使用している。「Bollinger on Bollinger Bands」(ISBN 0071373683)、「ボリンジャー・バンド入門」(ISBN 4939103536)にて、利用法が紹介されている。
ボリンジャーは1980年代に発表。ただし、平均＋誤差の標準偏差という考え方は金融の世界に大昔からある。例えば、1973年に発表されたブラック・ショールズ方程式もこの考え方に基づいている。
算出方法は、
ボリンジャーバンド ＝ x日の移動平均 ± x日の標準偏差 × y
yとしては、2が使われることが多い。移動平均は、単純移動平均が使われることが多いが、単純以外も使われることがある。単純以外を使用する場合は、標準偏差ではなく、移動平均に対する誤差の二乗平均平方根となる。
背後にある理論としては、値動きの正規分布を前提としている。線形自己回帰移動平均モデルと同じ考え方に基づいている。ただし、現実としては、平均からの誤差は正規分布から大きく離れた分布となる。そのため、あくまでも、ボラティリティを測る尺度として、誤差の二乗平均平方根が使われているに過ぎない。正規分布ではないことは、経済物理学を参照。
投資判断は、トレンドが出ているときは終値が上のバンドを上抜いたら買い、下のバンドを下抜いたら売り（順張り手法）。レンジ相場のときは逆パターン（逆張り手法）に利用される。

## エンベロープ
エンベロープとは、移動平均線の上下に一定の幅の線を表示したものであり、その上下の線は、中央の移動平均線の動きに連動して表示される。その上下の幅（乖離率）は、常に一定であり、一般的に25日の移動平均線では、そのエンベロープの乖離率は「2～3％」に設定されることが多い。
もしローソク足が上側のエンベロープの線に届いた時は、その現在の価格が買われすぎであり、これから反転、下落する可能性が高い、と判断して「売りのシグナル」、逆にローソク足が下側のエンベロープの線に届いた時は、その現在の価格は売られすぎであり、これから反転して上昇する可能性が高い、と判断して「買いのシグナル」、とみなす。

## 移動平均乖離率
移動平均乖離率は現在価格が「移動平均線」からどれくらい離れているかを判別するオシレーター系のテクニカル指標である。英語表記は「Moving average divergence rate」。
株式相場や為替相場などで、その時の「マーケットの行き過ぎ感」をグラフ化して表示する。もしローソク足が移動平均線より上に大きく高ければ「上昇トレンド」であり、その現在の価格が「買われ過ぎ」を意味し、「売りのシグナル」となる。逆にローソク足が移動平均線より下に大きく低ければ「下降トレンド」であり、その現在の価格が「売られ過ぎ」を意味し、「買いのシグナル」となる。
移動平均乖離率は以下の計算式で求められ、「%」で表示される。
計算式
（（現在の終値－移動平均値）÷移動平均値）×100
定義
{\displaystyle {\frac {{\mbox{price}}-MA({\mbox{price}})}{MA({\mbox{price}})}}\times 100}

MA = 移動平均
値域は0% - 100%。

## モメンタムとROC
モメンタム
Momentum。単純移動平均の傾き。正なら上げトレンド、負なら下げトレンド。
定義は、
Momentum = (終値 - n日前の終値) / n
ROC
Rate of Change。変化率。正なら上げトレンド、負なら下げトレンド。
定義は2種類ある。
ROC = (終値 - n日前の終値) / n日前の終値 × 100%

ROC = (終値 - n日前の終値) / 終値 × 100%

## ストキャスティクス
ストキャスティクスとは、値動きの異なる2本の線を利用して市場の過熱感を見るオシレーター系のテクニカル指標である。
2本の線は、「％K」、「％D」で表す。
2本の線が80％の高水準の線を越えた時は、その現在の価格は買われすぎと判断し、「売りシグナル」とみなす。逆に、2本の線が20％の低水準の線を越えた時は、その現在の価格は売られすぎと判断し「買いシグナル」とみなす。
また、「％K」が「％D」を下から上に抜けた時は、ゴールデンクロスとみなして「買いシグナル」、「％K」が「％D」を上から下に抜けた時は、デッドクロスとみなして「売りシグナル」、とみなす。
詳細は「ストキャスティクス」を参照。

## RSI
RSIとは、相場の過熱感を「０％～100％」で表したオシレーター系のテクニカル指標である。英語では、 Relative Strength Index で、頭文字の「RSI」で呼ばれるのが一般的である。日本語では、「相対力指数」と呼ばれる。
単にRSIといった場合、CutlerのRSIを指すことが多い。
RSIの数値が70％以上では「買われすぎ」を意味し、30％以下では「売られすぎ」を意味する。
WilderのRSI
考案者はJ・ウエルズ・ワイルダー・ジュニア (J. Welles Wilder, Jr.)。1978年に「New Concepts in Technical Trading Systems」(ISBN 0894590278) にて発表。
算出方法は
RSI = 値上がり幅の指数移動平均(α) ÷ (値上がり幅の指数移動平均(α) ＋ 値下がり幅の指数移動平均(α)) × 100
α=1/14を使うのをワイルダーは推奨している。つまり、14日の修正移動平均。30以下では売られすぎ70以上では買われすぎの水準と言える。
ロバート・バーンズのDirectional Relative Volatility (DRV)も同じ物。{\displaystyle {\mbox{DRV}}={\mbox{RSI}}/50-1}。
CutlerのRSI
WilderのRSIの指数移動平均を単純移動平均に置き換えた物をCutlerのRSIという。
算出方法は
RSI = n日間の値上がり幅合計 ÷ (n日間の値上がり幅合計 ＋ n日間の値下がり幅合計) × 100
nとして、14や9を使うのが、一般的。30以下では売られすぎ70以上では買われすぎの水準と言える。
トゥーシャー・シャンデが1994年に発表した、Chande Momentum Oscillator (CMO) もCutlerのRSIと同じ物。{\displaystyle {\mbox{CMO}}=2{\mbox{RSI}}-100}。
ストキャスティクスRSI
1994年にトゥーシャー・シャンデとスタンリー・クロールが「The New Technical Trader」(ISBN 0471597805)にて発表。RSIのストキャスティクス%K。指標の指標。
ストキャスティクスRSI = (RSI - n日間のRSIの最小値) ÷ (n日間のRSIの最大値 - n日間のRSIの最小値)

ストキャスティクスRSIシグナル = ストキャスティクスRSIの単純移動平均
RSIのストキャスティクス%Dは、
(RSI - n日間のRSIの最小値)の単純移動平均 ÷ (n日間のRSIの最大値 - n日間のRSIの最小値)の単純移動平均
であり、上記の単純移動平均（指標の指標の指標）がRSIのストキャスティクスSlow%Dである。

## MFI
オシレーター系のテクニカル指標。Money Flow Index。RSIは終値だけを使うが、それを、Typical Price × 出来高に置き換えた物。
```
   資金が買い、売り、どちらの方向にあるのかを、株価と出来高から判断するための指標。 
   RSIは株価の変動幅のみを使っている指標であるのに対し、MFIは出来高も考慮する。 
   
   例　：　0～100％で推移する時、
           20％以下は売られすぎ、徐々に買いサイン。
           80％以上は買われすぎ、徐々に売りサイン 。
   RSIと同様に株価と逆行する場合もあるため注意。
   
   計算式
   TP = (高値＋安値＋終値)÷3
   MF = TP×出来高
   PMF = 前日比でTPが上昇した、日数 n のMFの合計
   NMF = 前日比でTPが下落と変わらずだった、日数 n のMFの合計
   
   MFI = 100-(100÷(1＋(PMF÷NMF)))
```

　　日数 n は14日を用いる事が多い。

## CCI
Commodity Channel Index。商品チャンネル指数。Donald Lambertが1980年に発表した。移動平均からの乖離を平均偏差で割った物。移動平均乖離率を改良した物。オシレーター系のテクニカル指標。
絶対値の2乗を使う標準偏差ではなく、絶対値の1乗である平均偏差を使うことにより、分母である偏差は外れ値の影響を受けにくくなり、逆にCCIは外れ値をより明確に示すようになる。
定義。
{\displaystyle CCI={\frac {1}{0.015}}{\frac {p_{t}-SMA(p_{t})}{\sigma (p_{t})}}},

{\displaystyle p_{t}} = (高値 + 安値 + 終値) / 3

{\displaystyle \sigma (p_{t})} = 平均偏差。{\displaystyle |p_{t}-SMA(p_{t})|}のn日間の平均。

SMA は単純移動平均（n日）
トレンド判定は、
- -100以下から、-100以上になるとき、上げトレンドの始まり。
- 100以上から、100以下になるとき、下げトレンドの始まり。

{\displaystyle CCI>=100}というのは平均偏差の1.5倍以上に大きく乖離したことを意味する。
0以上なら上げトレンド、0以下なら下げトレンド、という判定法は、移動平均でのトレンド判定法と同じになる。ただし、その判定法よりもより早い段階で判定する。
CCI/MA
CCIの移動平均、つまり、シグナルをとり、
- CCI > CCI/MA なら CCI が上げトレンドなので価格も上げトレンド
- CCI < CCI/MA なら CCI が下げトレンドなので価格も下げトレンド

という判定法。

## Williams %R
オシレーター系のテクニカル指標。W%R、ウィリアムズ%R、Williams %Rと呼ばれる。考案者はラリー・ウィリアムズ (Larry Williams)。1966年に発表。
算出方法は、
W%R = (当日の終値－過去n日間の最高値) ÷ (過去n日間の最高値－過去n日間の最安値) × 100
数値は-100% - 0%となる。値は、ストキャスティクスの %K - 100 と同じ。発表時期は、ストキャスティクスの方が古い。短期間の値動きで上下に激しく振れる特性がある。
判断方法はRSIと同じである。これもRSIと同じくウィリアムズ自身はこの指標を自身が作った数多くの指標、投資法の中の一つと考えていて、この指標はそれほど信用していない。信用度は後に『Ultimate Oscillator(究極のオシレーター)』なる物を作る程度のものである。短期取引における反応性を重視したウィリアムズの考えがこの指標にも反映されている。
短期の値動きに対する反応が非常に早いが、それだけ目先の値動きに敏感になり騙しも多い。特に、大きなトレンドが発生した時に値が上下どちらかに張り付くガーベージトップ・ガーベージボトムという騙しが発生することが知られている。ガーベージトップ・ガーベージボトムを排除するために、他の指標も組み合わせて使用するべきである。

## RCI
オシレーター系のテクニカル指標。英語では、 Rank Correlation Index で、頭文字のRCIで呼ばれるのが一般的である。日本語では、「順位相関指数」と呼ばれる。
判断方法は複数あるが、一般的に「-50を下回る」と売られすぎ、「-50を越える」と買われすぎ、と判断する逆張り指標。トレンド判断の為に別々の周期でRCIを計算しクロスする所で仕掛ける場合もある。
判断基準を＋100～0～-100とした場合。
ある期間内の株価（終値）に上昇順位をつけ、
その期間の日数との相関関係を指数化したもの。
「上がり始め」「下がり始め」の時期とタイミングを捉える指標。
株価の動きと日数を重視する。
株価の天井圏と株価の底値圏  +100付近で天井圏、-100付近で底値圏。
＜売りのシグナル例＞ 
```
                  プラス80以上からの天井圏　　　　　　・・・反落警戒
                  プラス80以上がプラス80以下になる　　・・・下降転換
                  プラスゾーンでの反落　　　　　　　　・・・上昇傾向の停止
```

＜買いのシグナル例＞   
```
                  マイナス80以下からの底値圏　　　　　・・・上昇反発警戒
                  マイナス80以下がマイナス80以上になる・・・上昇転換
                  マイナスゾーンでの反発　　　　　　　・・・下降傾向の停止
```

株の需要と供給状況により変化の状況が続かず上昇下降が短期的に繰り返す場合もある。

## サイコロジカルライン
サイコロジカルラインは市場参加者たちの心理状態を数値化したオシレーター系のテクニカル指標である。
サイコロジカルラインが75％以上に上昇すれば、その現在の価格が「買われすぎ」と判断して、売りシグナル、逆に、25％以上に下落すれば、その現在の価格は「売られすぎ」と判断して買いシグナルとみなす。
定義
サイコロジカルライン ＝ 過去n日で前日比で終値が上昇した日数 ÷ n × 100%
詳細は「サイコロジカルライン」を参照。

## 一目均衡表
一目均衡表（いちもくきんこうひょう）は、昭和初期、「都新聞」商況部部長の細田悟一が考案したテクニカル分析。日本が世界に誇るチャート分析の一つである。世界のマーケットでは「Ichimoku」として広く知られ、海外のFX会社、金融機関でも、この「Ichimoku」をテクニカル分析ツールの一つに加えて利用している。
一目均衡表は、ローソク足と5本の線（基準線、転換線、遅行線、先行スパン1、2）を用いて、相場の動きを判別する。
もし転換線が基準線を下から上に抜けたら「好転・買いシグナル」を意味し、もし転換線が基準線を上から下に抜けたら「逆転・売りシグナル」を意味する。先行スパン１と先行スパン２で囲まれた部分は「クモ」と呼ばれ、下値支持線、上値抵抗線とみることができる。
詳細は「一目均衡表」を参照。

## 広義ボラティリティ
価格変動の激しさをボラティリティという。ただし、狭義には、ヒストリカル・ボラティリティなどを指す。年末年始や市場が開いているにもかかわらず主要国が祝祭日の時に、ボラティリティが小さくなる傾向がある。

### ヒストリカル・ボラティリティ
価格の対数差分の標準偏差。ボラティリティを参照。

### ATR
Average True Range。値動きの幅を表す指標。DMIなどが使用。
定義
TR = max(高値 - 安値, 高値 - 前日終値, 前日終値 - 安値)

ATR = TR の移動平均

### 標準偏差
移動平均からの乖離の二乗平均平方根（標準偏差）。ボリンジャーバンドが使用。平均からの差ではなく、移動平均からの差であることに注意。それ故、厳密には、標準偏差ではない。

### 平均偏差
移動平均からの乖離の絶対値の平均（平均偏差）。標準偏差よりも平均からの外れ値の影響を受けにくい。CCIなどが使用。